# Dasysyrphus pandu
Dasysyrphus pandu är en tvåvingeart som beskrevs av Ghorpade 1994. Dasysyrphus pandu ingår i släktet skogsblomflugor, och familjen blomflugor. Inga underarter finns listade i Catalogue of Life.